# Chillum (Maryland)
Chillum es un lugar designado por el censo ubicado en el condado de Prince George en el estado estadounidense de Maryland. En el Censo de 2010 tenía una población de 33.513 habitantes y una densidad poblacional de 3.754,92 personas por km².

## Geografía
Chillum se encuentra ubicado en las coordenadas 38°58′0″N 76°58′44″O / 38.96667, -76.97889. Según la Oficina del Censo de los Estados Unidos, Chillum tiene una superficie total de 8.93 km², de la cual 8.84 km² corresponden a tierra firme y (0.96%) 0.09 km² es agua.

## Demografía
Según el censo de 2010, había 33.513 personas residiendo en Chillum. La densidad de población era de 3.754,92 hab./km². De los 33.513 habitantes, Chillum estaba compuesto por el 13.52% blancos, el 51.69% eran afroamericanos, el 0.96% eran amerindios, el 2.35% eran asiáticos, el 0.13% eran isleños del Pacífico, el 27.1% eran de otras razas y el 4.25% pertenecían a dos o más razas. Del total de la población el 42.07% eran hispanos o latinos de cualquier raza.

## Educación

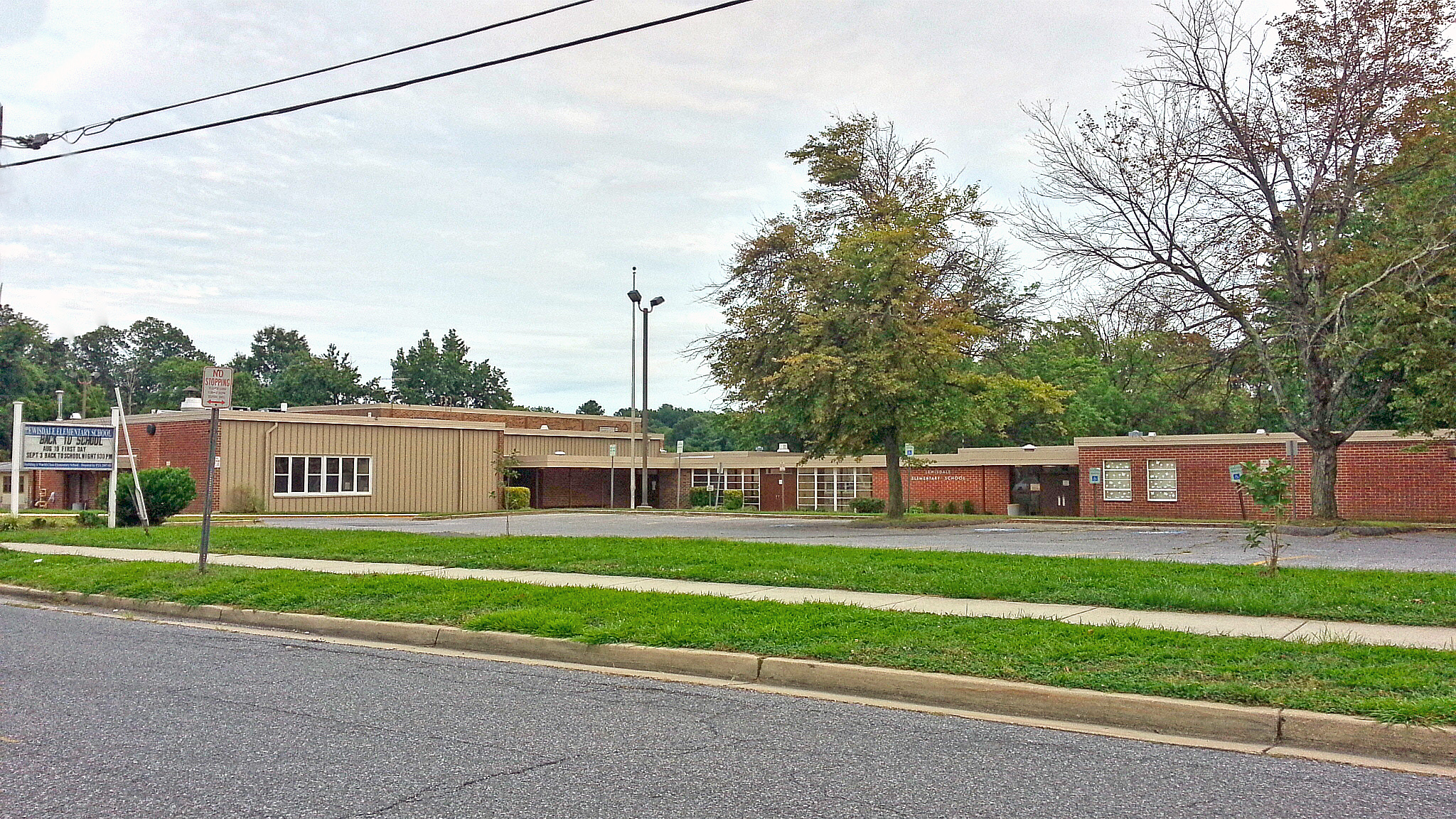
Escuela Primaria Lewisdale Elementary

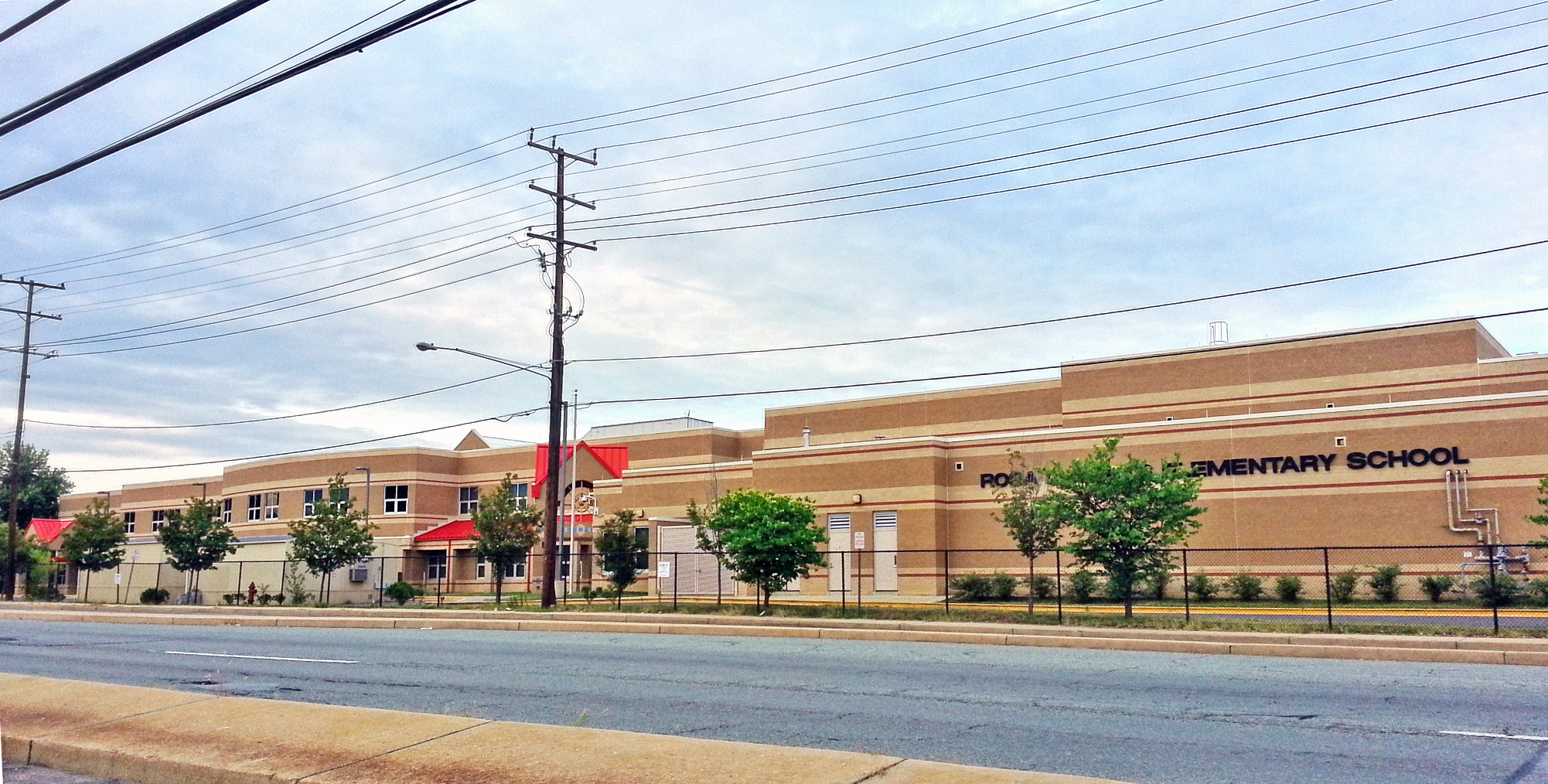
Escuela Primaria Rosa L. Parks

El distrito escolar Escuelas Públicas del Condado de Prince George gestiona las escuelas públicas que sirven el lugar designado por el censo (CDP).
Las escuelas primarias en el CDP son: Chillum, César Chávez, Lewisdale, Rosa Parks, y Ridgecrest. Originalmente el nombre de la primaria de Chávez era la Escuela Primaria Parkway. La administración decidió renombrar la escuela después  ellos descubrieron una licorería con el nombre "Parkway Liquors". Directora Adela Acosta afirma que la comunidad seleccionó César Chávez como el nuevo nombre porque Chávez era un hispano/latino y la mayoría de los estudiantes eran hispanos/latinos. La organización de padres y maestros seleccionó el nombre Chávez, la escuela realizó una audiencia  pública en el 10 de enero de 2000, y el consejo del condado aprobó el cambio de nombre en el 30 de marzo de 2000.
La Escuela Primaria Carole Highlands Elementary School tiene una dirección postal de Takoma Park pero es situado en las límites del CDP de Langley Park a partir de 2010. En los censos de 1990 y 2000, la Primaria de Carole Highlands, y todas las partes del Langley Park CDP al sur de Road 193, estaban situados en el CDP de Chillum. La primaria Carole Highlands sirve a partes del CDP de Chillum actuales.
La Escuela Media Nicholas Orem en Hyattsville y la Escuela Media Buck Lodge en CDP de Adelphi sirven a los partes del CDP. La Escuela Secundaria Northwestern en Hyattsville y la Escuela Secundaria High Point en el CDP de Beltsville sirven a los partes del CDP.